# Aviasales
Aviasales — російська міжнародна компанія, що займається розробкою сервісу з пошуку авіаквитків, підбору готелів, оренди авто, страхування. Aviasales є метапошуковиком, який не продає квитки, а перенаправляє на сайт авіакомпанії. Компанія належить Go Travel Un Limited, зареєстрованій у Гонконзі у серпні 2011 року. З 2010 року штаб-квартира компанії знаходиться на острові Пхукет.
Окрім Росії, сервіс працює у 12 країнах Європи, СНД, Азії та Америки. Сервіс створено 2007 року Костянтином Калиновим. Керівництво компанією здійснюють керівний директор Антон Байцур і голова ради директорів Макс Крайнов. Щомісячна аудиторія сервісу оцінюється у 15 млн користувачів.
Aviasales не публікує прибутків, виручку 2013 року російський Forbes оцінив у $25 млн. 2016 року сервіс потрапив до списку найдорожчих компаній РФ за версією Forbes (№ 16), компанію оцінили у $150 млн. У лютому 2017 року сервіс поставили на № 15, при цьому ціна компанії була $99 млн. Aviasales є метапошуковим сервісом та не продає квитки.

## Історія
Ресурс з'явився 2007 року як особистий блог мандрівника Костянтина Калинова, де він збирав пропозиції авіакомпаній. Калинов згадував, що проект було створено після того, як він із другом прийняв ЛСД. Спочатку з ним працював редактор, що отримував прибуток із реклами ($30-50 на місяць). Пізніше було найнято програмістів, які створили пошуковий алгоритм по базі пропозицій авіакомпаній. Перший рушій сайту написав Антон Кирилов, який згодом пішов із компанії.
2008 року через Aviasales заброньовано перший авіаквиток на рейс «Москва — Париж». Калинів 2009 року звернувся до Максима Крайнова для оцінки вартості ресурсу, і згодом запропонував йому стати партнером. 2011 року Крайнов став партнером Aviasales.
За кордоном Aviasales працював під торговою маркою JetRadar з 2012 року. Сервіс було локалізовано для 16 країн. У травні 2012 створено мобільний додаток. 2013 року був запущений Hotellook — готельний пошуковик.
У лютому 2014 року сервіс закрив перший раунд інвестицій у розмірі $10 млн від фонду iTech Capital, фонд отримав міноритарну частку в компанії, а керівний партнер фонду Гліб Давидюк та інвестиційний менеджер Ілля Баландін увійшли до ради директорів Aviasales. Інвестиції залучили для розвитку сервісу, маркетингу і розширення штату.
У листопаді 2016 року Костянтин Калинів пішов з операційного управління компанією, у грудні у Facebook розкритикував акціонерів і керівництво компанії, підкресливши, що тепер «Skyscanner має на одного клієнта більше». 26 грудня 2017 року після важкої хвороби Калинів помер.
У березні 2017 року стало відомо, що компанія Go Travel Un Limited вирішила скоротити персонал на 20 % (32 працівники) і переформувати інші свої проекти JetRadar і Hotellook. Крайнов пояснив це посиленням конкуренції на ринку після того, як Priceline Group (власник Booking.com та Kayak) придбала Momondo Group (туристичні пошуковики Momondo і Cheapflights). Після реструктуризації Hotellook мав стати частиною Aviasales і працювати під брендом «Aviasales-отели», а JetRadar перетворювався на частину партнерської програми Travelpayouts.
Після цього сервіс сфокусувався на ринках Росії та країн СНД, в РФ виручка виросла на 63 %, а Hotelook перетворився на частину Travelpayouts, готелі на Aviasales бронюються за допомогою Booking.com, з яким компанія підписала партнерство в червні 2019 року.

## Продукти
2013 року з'явився сервіс «Карта низьких цін» — він показує ціни на квитки в різних точках світу.
2018 року в мобільній версії з'явився розділ «Заходи» — за допомогою якого можна організувати поїздку на концерти.
Того ж року сервіс було локалізовано для Казахстану російською мовою. 2019 року компанія вийшла на ринки Узбекистану, Киргизстану, Азербайджану, Білорусі й України, прибуток компанії збільшився на 40 %.
2020 року запущено Aviasales для бізнесу — сервіс для організації відряджень. «Aviasales для бізнесу».

## Компанія

### Керівництво
За даними на вересень 2021 року, 100 % сервісу Aviasales належать структурі Go Travel Un Limited, зареєстрованій в Гонконгу у серпні 2011 року. З 2010 року штаб-квартира компанії знаходиться на Пхукеті. Кінцевим бенефіціаром сервісу є родина його засновника Костянтина Калинова, представники фондів iTech Capital і Elbrus Capital, які вклали загалом $53 млн у розвиток сервісу, а також команда менеджменту Aviasales.
З січня 2021 року українською філією Aviasales керує Олена Кірієнко.
Директор — Антон Байцур.
З 2011 року компанією керував Максим Крайнов. Засновник компанії Костянтин Калінов остаточно відійшов від керівництва компанією за станом здоров'я в 2016-му; рік потому він помер.

### Фінанси
Починаючи з 2010-х, Aviasales прагнув вийти на міжнародний ринок. У 2012 році сервіс спробував запуститися в Китаї, але аудиторія не зрозуміла формат метапошуковика, звикнувши до Baidu. У 2014-му на тлі падіння попиту на міжнародні подорожі у росіян Aviasales вирішив посилити розвиток інших ринків за допомогою сервісу пошуку білетів JetRadar (локалізований у 13 країнах, найактивніші користувачі — з Великої Британії, Німеччини й Австралії) і бронювання готелів Hotellook. Інвестиції на розвиток міжнародного напрямку у розмірі $10 млн надійшли до Aviasales з венчурного фонду iTech Capital у лютому 2014 року. Фонд отримав міноритарну частку, а його представники — керуючий партнер Гліб Давидюк й інвестиційний менеджер Ілля Баландін — увійшли до ради директорів Aviasales. «Відомості» зазначають, що за 2014—2015 р.р. валютна виручка керуючої компанії Go Travel Un Limited зросла на 80 %. Однак, робота Hotellook и Jetradar виявилася збитковою, тому вже в березні 2017 року Go Travel Un Limited вирішила реорганізувати активи й зосередитися на ринках СНД, що розвиваються, а також призупинила пошук інвесторів.
Другий інвестиційний раунд відбувся в серпні 2021 року, незважаючи на стагнацію туристичного бізнесу через коронавірусні обмеження, і приніс Aviasales $43 млн від Elbrus Capital. До цього моменту сервіс уже працював у шести країнах: Казахстані (локалізована в 2018 році), Україні, Азербайджані, Білорусі, Киргизії й Узбекистані (з 2019 року), а також мав аналітичну групу у Східній Європі.
За даними РБК і Crunchbase, щомісячна активна аудиторія (monthly active users) сервісу складає 15 млн — переважно користувачі з Росії, країн СНД, Центральної Азії та Східної Європи. Основна виручка Aviasales будується на комісії партнерів, тобто агенцій і авіакомпаній, які з'являються у видачі пошуковика, при цьому в більшості випадків компанія отримує гроші тільки після продажу квитка. Додатковий прибуток також іде від нових сервісів, наприклад, у 2020-му Aviasales вдвічі збільшив долю на ринку пошукових сервісів за допомогою рекламних кампаній, сервісу організації відряджень «Авіасейлс для бізнесу» і платформи заробітку на просуванні туристичних послуг Travelpayouts.
Компанія не розкриває своєї вартості. У лютому 2016 року російський Forbes оцінив сервіс у $150 млн (№ 17 серед найдорожчих компаній російського інтернету), 2017-му — $99 млн (15 місце), 2018 — $138 млн (11 місце), в 2019 — $196 млн (11 місце), в 2020 — $180 млн (10 місце) i в 2021 — $174 млн (26 місце). За даними РБК, річний обіг (gross merchandise value) керуючої компанії Go Travel Un Limited складає понад $1,6 млрд. Щомісячна аудиторія сервісу оцінюється у 15 млн.

## Нагороди
- 2019 — туристичний портал Skift розмістив Aviasales у рейтингу найперспективніших тревел-стартапів.[53]

## Критика
Восени 2015 року компанія Anywayanyday поскаржилася до прокуратури РФ на Aviasales, що використовувала товарні знаки конкурента. Сайт anywayanyday.co автоматично перенаправляв користувачів на сайт Aviasales. Крайнов повідомив, що його компанія не має стосунку до домену, продовження історія не отримала. Подібна ситуація виникала 2013 року, коли був виявлений ряд доменів, схожих на «anywayanyday.com», коли користувач автоматично перенаправлявся на сайти конкурентів.